# Piazza inferiore di San Francesco

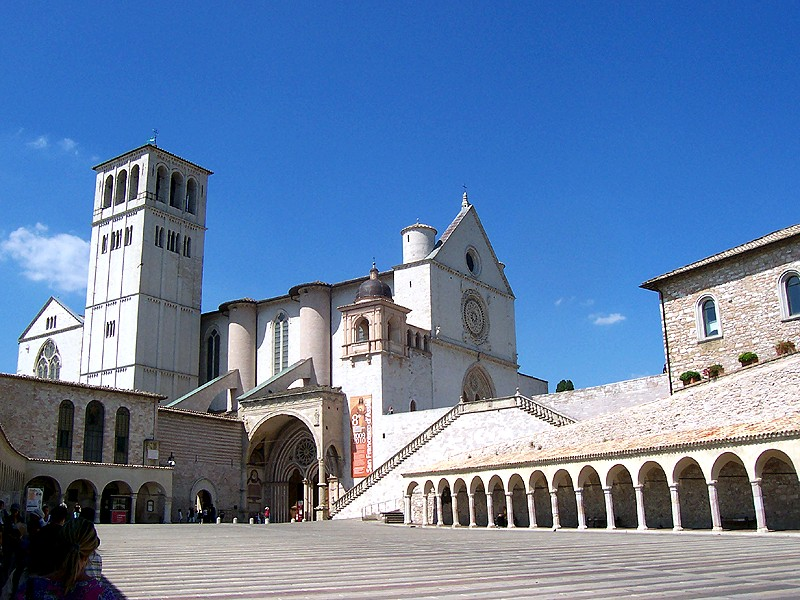
Piazza inferiore di San Francesco

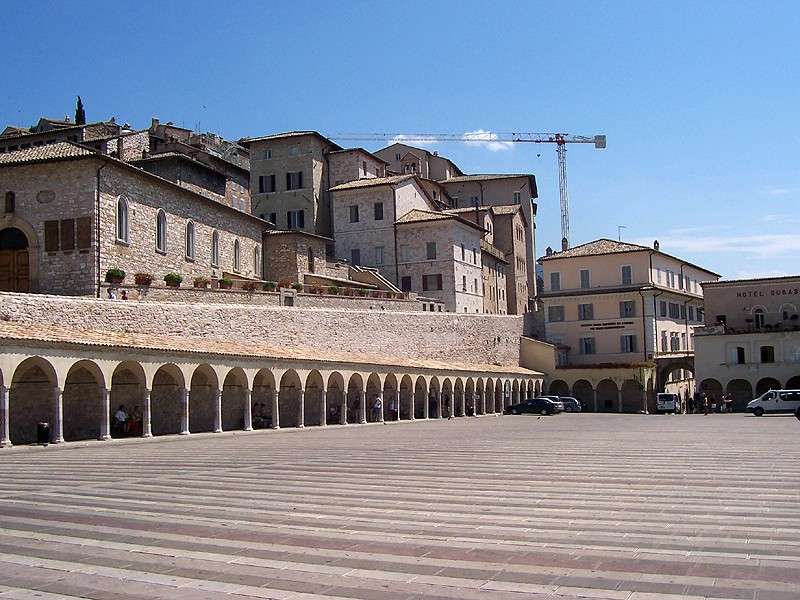
Lato est

La piazza inferiore di San Francesco si trova ad Assisi, al lato della basilica di San Francesco. Da essa si accede alla Basilica inferiore, al Sacro convento e all'oratorio di San Bernardino da Siena.

## Storia e descrizione
La definizione della piazza venne quasi certamente avviata in concomitanza con l'inizio dei lavori alla basilica, con una prima attestazione delle sue forme nel XIV secolo. Lo scopo era evidentemente quello di disciplinare, come desiderato da papa Gregorio XI, l'afflusso disordinato di mercanti mediante la creazione di strutture destinati alle attività commerciali. Al 1474 risalgono gli attuali portici, in cui venivano rifocillati i pellegrini ed erano ospitate piccole attività commerciali. In parte rifatti nel Cinquecento, vennero danneggiati dal terremoto del 1997.
Della piazza resta una vivace descrizione cinquecentesca di fra' Ludovico da Pietralunga, che ricorca come fosse "più longa che larga", circondata da portici che all'epoca erano occupati da 75 botteghe che "servano alli mercanti" soprattutto durante le festività del 2 agosto (il Perdono d'Assisi) e del 4 ottobre (festa di san Francesco). La piazza aveva dunque già allora una funzione essenzialmente sociale, per l'accoglienza delle folle prima e dopo l'ingresso alla basilica.
Si tratta di uno spazio conchiuso, fiancheggiato a nord da una ripida scalinata e da una più dolce discesa lastricata che portano alla piazza superiore (entrambe del 1731), e circondato dagli altri lati da portici, interrotti sul lato est dall'accesso via Frate Elia e, poco sopra, a via Domenico Stella. La forma ricorda quella di un chiostro medievale, applicato nelle forme ad una piazza rinascimentale.